# 하이코 발츠
하이코 발츠(독일어: Heiko Balz, 1969년 9월 17일~)는 독일의 레슬링 선수이다. 1992년 하계 올림픽 남자 자유형 헤비급에서 은메달을 획득했으며 세계 선수권 대회에서 동메달을 2개를 획득했다.